# لام توان
لام توان هو لاعب كرة قدم فيتنامي في مركز الوسط، ولد في 20 نوفمبر 1998 في محافظة بنه فوك في فيتنام. لعب مع نادي تان كوانغ نين.

## وصلات خارجية
- لام توان على موقع قاعدة بيانات كرة القدم.إي يو (الإنجليزية)
- لام توان على موقع Soccerway.com (الإنجليزية)